# Тіеко Асакава
Тіеко Асакава (яп. 浅川 智恵子) незряча японська вчена з інформатики, відома своєю роботою на IBM Research—Токіо у галузі розробки доступних інтерфейсів . Плагін для браузера Netscape, який вона розробила, — IBM Home Page Reader, став найпоширенішою доступною системою веб мовлення. Вона лауреат численних галузевих та державних нагород.

## Освіта та кар’єра
Асакава  народилась з нормальним зором, але після того як пошкодила зоровий нерв після нещасного випадку під час плавання в віці 11 років, вона почала втрачати зір, і в 14 років вона повністю осліпла. Вона отримала ступінь бакалавра по англійській літературі в Університеті Отемон Гакуін, в Осака в 1982 році, після чого почала дворічний курс комп’ютерного програмування для незрячих людей використовуючи Optacon (англ.), що перекладає друк на тактильні відчуття. Вона приєдналася до IBM Research на  тимчасову посаду в 1984 році, і стала постійним науковим співробітником тут же роком пізніше. В 2004 вона здобула звання кандидата наук по інженерії від Токійського університету.

## Внесок
Дослідницькі проекти Асакави включали розробку текстового процесора для документів шрифтом Брайля, розробку електронної бібліотеки для документів шрифтом Брайля, розробку плагіну для браузера Netscape, який конвертував текст в мову і запроваджував більш зручний механізм веб пошуку для незрячих людей, а також розробку системи, що б дозволила зрячим веб розробникам отримати досвід дослідження Інтернету з точки зору  незрячих людей. 
Її плагін став продуктом IBM в 1997 році, —IBM Home Page Reader, і протягом п’яти років він був найпоширенішою доступною системою веб мовлення.
Пізніше її робота також була присвячена доступному управлінню мультимедійним контентом для людей з обмеженим можливостями,, технологічним та соціальним змінам, що дозволять літнім людям працювати довше, перш ніж піти на пенсію, і розробці технології, що дозволила б зробити  фізичний світ більш доступним незрячим людям.

## Нагороди та відзнаки
Асакава була додана до Інтернаціональної зали слави Жінок в галузі технологій в 2003 році. Вона дістала звання IBM Fellow, - вища відзнака компанії IBM для своїх співробітників, в 2009 р., таким чином стала п’ятим японцем і першою жінкою-японцем з такою нагородою. В 2011 р. Інститут Аніти Борг для жінок і технологій  надав їй нагороду Women of Vision Award. Вона була ключовим промовцем на IV Інтернаціональній Конференції розробки програмного забезпечення для підвищення доступності та боротьби з виключенням з інформаційного поля людей з обмеженими можливостями (англ. Fourth International Conference on Software Development for Enhancing Accessibility and Fighting Info-exclusion, DSAIE 2012). В 2013 році японський уряд нагородив її Медаллю Пошани з Пурпуровою стрічкою. Стаття, яку вона написала в 1998 р. разом з Такаші Іто, що описує їх роботу в веб-інтерфейсі для незрячих людей була переможцем 2013 року в англ. ACM SIGACCESS Impact Award.